# 浏阳市第二中学
雅礼·浏阳市第二中学，或簡稱瀏陽二中，是一所位於中華人民共和國湖南省的全日制公辦中學。校址在瀏陽市大瑶镇。其前身為1942年創辦的私立选文中学，1952年更名為瀏陽縣第二中學，瀏陽撤縣建市後，學校同步更名為瀏陽市第二中學，建制亦延續至今。

## 历史沿革
民國31年（1942年），世居瀏陽縣金刚的乡绅刘友骏因深感日本侵华战争期间，县内学生求学不易，于是召集家族成员，筹组选文中学。他征集家族各房的田产作为校产，并修复了家族祠堂，以充当校舍，随即向浏阳县府备案，开始办学，此即浏阳二中的前身。
1949年下期，中國人民解放軍占領瀏陽縣城後，學校由新成立的瀏陽縣人民政府接管:685，並于1952年11月更名為瀏陽縣第二中學，收归公有，1959年，學校增设高中部，在1966年至1976年文化大革命期間，該校的教師曾遭到批鬥、正常教學秩序遭到嚴重破壞:677-678。1976年，文革結束，學校進入到新的發展階段:688-689。1977年秋，普通高等學校招生考試恢復，在校學生人數增長。1993年，浏阳撤县建市，学校因此同步更名为浏阳市第二中学:41，在中国政府普及九年义务教育初期，因为教学资源有限，浏阳二中所招收的初中毕业生不多，升学率也较低:604。2017年，该校与长沙市雅礼中学签署协议，决定合作办学，学校也同步更名为“雅礼·浏阳市第二中学”。